# Kuurikanjärvi
Kuurikanjärvi är en sjö i kommunen Tavastehus i landskapet Egentliga Tavastland i Finland. Arean är 33 hektar och strandlinjen är 3,26 kilometer lång. Sjön  ingår i Kumo älvs huvudavrinningsområde.   Den ligger omkring 36 km öster om Tavastehus och omkring 100 km norr om Helsingfors. 